# Jean-Luc Godard
Jean-Luc Godard (Párizs, 1930. december 3. – Rolle, Vaud kanton, Svájc, 2022. szeptember 13.) francia-svájci filmrendező, a francia új hullám legendája. Első felesége Anna Karina, dán származású színésznő, második felesége Anne Wiazemsky, akit Robert Bresson Vétlen Balthazár című filmjéből ismert meg a rendező, harmadik felesége (és alkotótársa) Anne-Marie Miéville volt.

## Élete
Godard azon kevés filmrendező közé tartozik, akik képesek újra és újra megújulni. Nem csak a hatvanas évek nagy korszakának volt meghatározó alakja, de a mostanában készült filmjei is a filmművészet élvonalába tartoznak, nem csupán halovány utánérzései a régieknek. Godard késői filmjei legalább olyan izgalmasak, frissek és újszerűek, mint a hatvanas években rendezett munkái.
Egy régi anekdota szerint az egyik cannes-i filmfesztiválon egy hosszas vita végén Henri-Georges Clouzot a következőt kérdezte Jean-Luc Godard-tól:
– Azt ugye azért Ön is elismeri, hogy egy filmnek kell, hogy legyen eleje, közepe, vége?!
– Hát persze! Csak nem feltétlenül ebben a sorrendben.
Filmrendezőktől a legritkább esetben fél valaki: Charlie Chaplin neve is inkább hisztérikus dührohamot, mint félelmet váltott ki a Führerből. Az ellenkezőjére már inkább van példa, a filmtörténet másik legnagyobbja, Eizenstein például falfehéren várta a vetítő előtti folyosón a népek bölcs atyjának lesújtó pillantását. Godard szerencsésebb korban él, mint nagy elődei, ő maga ezt a világért sem ismerné el, vagy ha titkon elismeri, valószínűleg iszonyú szerencsétlenségnek tartja. „Ki fél Godard-tól?” – kérdi a Nouvel Observateur cikkírója, s maga sem tud igazán felelni figyelemébresztő kérdésére. Talán azért nem, mert manapság azt sem lehet pontosan tudni, hogy kicsoda ez a Jean-Luc Godard...

## Új hullám
Volt egyszer egy francia új hullám. Még az eredeti kifejezést: Nouvelle Vague, még ezt is tudta minden valamirevaló mozinéző úgy a hatvanas évek elején. Alain Resnais, François Truffaut, Claude Chabrol, Éric Rohmer, Jacques Rivette, Louis Malle, Jacques Demy, Agnès Varda, s főként persze Jean-Luc Godard, a legújítóbb, a legszokatlanabb, a legforradalmibb. Az elavult klisékkel dolgozó „papa mozijának”, a fáradt francia álmocskagyárnak még ideje sem volt félni tőlük, olyan hirtelen és olyan gyorsan diadalmaskodott ez a Filmmúzeum vetítőtermeiből, friss hangvételű művészeti lapok szerkesztőségeiből, filmklubokból jött társaság. Nem volt ez „iskola”, még csak „nemzedék” sem, de néhány filmjükkel megújították a francia kinematográfiát, s jótékonyan pezsdítették meg szerte a világon a film állóvizét. Még Brazíliában, még Csehszlovákiában, s persze Magyarországon is hatottak: sokan utánozták őket, néhányan meg – más társadalmi környezetben – úgy tudtak nyomokba lépni, hogy jobb, mélyebb, zaklatóbb filmeket rendeztek náluk.

## Godard művészete
Vannak akik Godard életművét feleségei után három Anne korszakra bontják. "Az első korszak természetesen Anna Karina korszaka: A kis katona című filmtől 1967-ig két kivételtől eltekintve minden Godard-filmben ő játszotta a női főszerepet. (...) Anne Wiazemsky a forradalmi korszakot megelőlegező La chinoise-tól egészen az utolsó mozgalmi filmig, a Minden rendbenig valamennyi műben feltűnik." Anne-Marie Miéville -aki maga is rendező- forgatókönyvíróként és vágóként szerepel Godard filmjeiben.
Godard a filmnyelv egyik legfelszabadítóbb forradalmára volt, több mint újító. Nála másképpen szólaltak meg a színészek, mint addig, más szöveget mondtak, mint addig, a történet semmiféle addig érvényes szabálynak nem engedelmeskedett, s a képek, a jelenetek furcsán, bakugrásszerűen, saját logikával, majdhogynem fejen állva követték egymást. Hosszú feliratokat és hosszan elmondott filozófiai traktátusokat iktatott filmjeibe.
Ott volt a francia film rongycsomóvá gyűrött, limonádéval cukrozott alapközhelye: a párizsi utca meg a bisztró. Godard kamerája rögtön élővé varázsolta, rögtön friss titkokat, lappangó veszélyeket mutatott be. Nála másként mozgott a kamera, másként, más ritmusban álltak össze a „snittek”, mint előtte. Ma is tanítják jobb főiskolákon a Kifulladásig nagy találmányát, vagyis azt, hogy a rendező „belevágott” azonos, fix beállításba, s persze nem „ellensnittet”, szokványos és álmosító „vágóképet”… ellenkezőleg: ugyanaz a beállítás folytatódott, apró, ritmust adó, formateremtő zökkenéssel. Ott voltak az amerikai tucat detektívregények, melyekből Godard meg Truffaut az algériai háború gyötörte Franciaország hangulatát, a hatvanas évek elejének társadalmi igazságait, feltáratlan új összefüggéseit villantották fel, mint a Lőj a zongoristára! vagy a Bande à part (Külön banda). Ott voltak a megunt, közhelyes krimi- meg giccshistóriák, mint a sodródó és elhulló prostituált – ebből csinálta meg Godard az Éli az életét, az új hullámok – minden új hullám – egyik alapfilmjét. S ott volt Truffaut Négyszáz csapásának egykori csodagyereke, Jean-Pierre Léaud, aki épp egy Godard-filmben, a Hímnem-nőnemben adta a legtöbbet önmagából. (Még ennél is jelentősebb Jean-Pierre Léaud művészetéből a Magyarországon kevéssé ismert – és ritkán vetített – Jean Eustache film A mama és a kurva címmel, amely a legmeghatározóbb '68-as életérzést kifejező monumentális alkotás.)
Godard hatalmas vitafórumot teremtett, minden filmjében vitatkoztak, és minden filmje után vitatkozni lehetett volna.
68/69 után Godard eltűnt. Majdnem belehalt egy autóbalesetbe. Visszavonult a filmgyártástól. „Tanulják meg új nevemet – rikoltotta, amikor előbukkant –, a nevem Godard-Gorin!” Gorin – ez a név egy valóban létező személyt jelölt, egy marxista–leninista-maoista fiatalembert, akivel, s csoportjával, közösen Godard évekig gyártotta a főleg csak maoista klubokban játszott 16 milliméteres politikai rövidfilmjeit. Ebben a korszakában (amely tulajdonképpen egészen 1979-ig, a Mentse, aki tudja (az életét) című "új" mozifilmjének a bemutatójáig tartott) alakította ki az új stílus-eszköztárát, amely azóta is teljesen egyedülálló. Ennek lényegi koncepciója, hogy a korábbi filmformanyelvét teljesen lecsupaszította. Ezért mondják ezekre a filmjeire, hogy "primitív"-ek. Ebből épített egy teljesen új filmesszé-formanyelvet. Mik ezek a filmek? … Filmesszék. Önreflexiók. Filmköltemények. … Egyetlen igazi követője sincsen. Teljesen egyedül áll a világ filmművészetének színpadán (talán csak Agnès Varda kísérletezik – közérthetőbben (?) – valami hasonlóval…
Godard hitt abban, amit csinál: Palesztinában burnuszos (vagy harisnyaálarcos) harcosok között tűnt fel, nevét Maóra esküvő balos lapok írták hátsó oldalukra, nevét törölték a producerek. Godard ekkor épp ezt akarta. Nyilatkozott, beszélt mindenről: politikai harcról, kizsákmányolásról, Brechtről, sztálinizmusról.

## Késői Godard
Amikor, a "Gorin-Godard korszaka" végén, mégiscsak bemutatták a párizsi mozik egy filmjét, a korabeli néző nemcsak a film kudarcának lehetett tanúi, hanem a rendező hívei kétségbeesett reakcióinak is. A Kettes számban maga Godard beszélt körülbelül félórát érdekesen, de összefüggéstelenül, aztán szereplői folytatták – a legtöbbjük munkanélkülit játszott, sok üres szóval.
Mindez talán bizonyítja, hogy milyen nehéz megközelíteni Jean-Luc Godard 1968 után készített alkotásait.
Jean-Luc Godard utolsó korszakában (1979 után) készült filmjeire általánosan jellemző, hogy olyan dolgokat próbál meg filmre vinni, amik filmre vihetetlenek. Ezen korszakában keletkezett művei mind esszéfilmek, de már nem a korai korszakában megalapozott (Éli az életét – tizenkét képben) esszéfilm formanyelvének általa kialakított szabályai szerint, hanem a Gorin-Godard korszak végére kikísérletezett új formanyelven. (E formanyelv különlegessége és egyediségei miatt nem csak a hazai, de a külföldi filmesztéták is tanácstalanul állnak e művek elemzésével, értelmezésével szemben.) Nehezen értelmezhető, külön utakon járó elsősorban önéletrajzi filmeket készít, amelyekben elmondja véleményét a filmről, a filmkészítésről (Passiójáték), a világításról (a Passiójáték c. filmjében például a természetes fény filmkészítés során való alkalmazásának lehetőségeit vizsgálja), a filmzenéről (Vigyázat jobbról! – egy mennyei hely a földön), vagyis az életéről, vagy a moziról. Készít egy különös-trilógiát is: "megtestesülés" (Üdvözlégy, Mária!), "feltámadás" (egyfajta különleges nosztalgiafilm) (Új hullám) és "reinkarnáció" (újjászületés) (Jaj, nekem!) bűvköréről. Az 1970-es évek közepétől már alkalmazott videotechnikát sem hagyja el, majd mindegyik filmjéhez készít egy vagy több, rövidebb vagy hosszabb videoesszét. (Ilyenek például a Mentse, aki tudja (az életét) c. film forgatókönyve, A Passiójáték c. film forgatókönyve, Néhány apró megjegyzés az Üdvözlégy, Mária! c. film kapcsán, Levél Jane-nek (ez a Minden rendben c. film főszereplőjéhez Jane Fonda-hoz "szóló" videoesszé) stb. Ennek a korszaknak avatott kutatója és szakértője Pethő Ágnes (ld. a Múzsa tükre – az intermedialitás és önreflexió poétikája a filmen című kötetét) és Nánay Bence (ld. a Metropolis Godard-különszámát).
A Cannes-i filmfesztiválon mutatták be új filmjét, a Film/Szocializmust. Nem ment oda személyesen, azért, mert véleménye szerint a fesztiválnak a filmekről és nem a rendezőkről kell szólnia. Megkérdezték tőle, hogy tényleg nullának tartja-e Truffaut filmjeit? Azt válaszolta: "Nem tartom nullának. Nem rosszabbak, mint más filmek. Nem rosszabbak, mint például Claude Chabrol filmjei. De nem azok a filmek, amikről álmodtunk." (És ebben az utolsó mondatban benne van az egész francia új hullám summázata.)

## Főbb filmjei
- Beton hadművelet (rövid, 1954)
- Egy kacér nő (rövid, 1955)
- Charlotte és Veronique, avagy minden srácot Patrick-nak hívnak (rövid, 1957)
- Árvízi történet (rövid, 1958)
- Charlotte és az ő pasija (rövid, 1958)
- Kifulladásig (1959)
- A kis katona (1960)
- Az asszony az asszony (1961)
- A hét főbűn (szkeccsfilm, 1961) – A lustaság című epizód
- RoGoPaG – Agymosás – Emberi viszonylatok (szkeccsfilm, 1962) – Az új világ című epizód
- Éli az életét – tizenkét képben (1962)
- A megvetés (1963)
- A csendőrök (1963)
- A világ legnagyobb szélhámosságai (szkeccsfilm, 1963) – A nagy szélhámos című epizód
- Egy férjes asszony – töredékek egy 1964-ben forgatott fekete-fehér filmből (1964)
- Külön banda (1964)
- Bolond Pierrot (1965)
- Párizs, ahogyan látja… (szkeccsfilm, 1965) – Montparnasse-Levallois című epizód
- Alphaville – Lemmy Caution különös kalandja (1965)
- Hímnem-nőnem – tizenöt hiteles tény (1966)
- A világ legősibb mesterségei (szkeccsfilm, 1966) – Jóslat: szerelem 2000-ben című epizód
- Made in U. S. A. (1966)
- 2 vagy 3 dolgot tudok csak róla… (1966)
- Week-end (1967)
- A kínai lány (1967)
- Filmszem – Távol Vietnámtól (szkeccsfilm, 1967) – Kamera-szem című epizód
- Szerelem és düh (szkeccsfilm, 1967) – Szerelem című epizód
- Vidám tudomány (1968)
- Egy szokványos film (1968)
- One plus one – Rokonszenv az ördöggel (1968)
- Brit hangok / Találkozunk Mao-nál (1969)
- Pravda (1969)
- Keleti szél (1969)
- Harcok Itáliában (1969)
- Vlagyimir és Rosa (1971)
- Minden rendben (1972)
- Levél Jane-nek (1972)
- Itt és máshol (1974)
- Kettes szám (1975)
- Mi újság? (1975)
- 6*2 – a kommunikáció alatt és felett (filmsorozat, 1976)
- Két gyermek körben Franciaországban (filmsorozat, 1977)
- Mentse, aki tudja (az életét) (1979)
- A Mentse, aki tudja (az életét) című film forgatókönyve (video, 1979)
- Passiójáték (1981)
- A Passiójáték című film forgatókönyve (video, 1982)
- Levél Freddy Buache-nak (rövid, 1982)
- Keresztneve: Carmen (1984)
- Képet váltani – Levél a kedvesnek (1982)
- Üdvözlégy, Mária! (1983)
- Néhány apró megjegyzés az Üdvözlégy, Mária! című film kapcsán (video, 1983)
- A detektív (1984)
- Egy kis stúdió tündöklése és bukása (1986)
- Lágy és kemény (1986)
- Végül is hatalmában áll (1986)
- Találkozás W. A.-nel (rövid, 1986)
- Vigyázz jobbról! – egy mennyei hely a földön (1987)
- Lear király (1987)
- Mind elmentek (1988)
- A szavak hatalma (1988)
- Az utolsó szó (1988)
- A "Darty"-jelentés (1989)
- Új hullám (1990)
- Németország kilenc (új) nulla (1991)
- A felejtés ellen (szkeccsfilm, 1991) – epizód
- Gyerekjáték orosz módra / A gyerekek oroszországosdit játszanak (1993) – Jön majd idő... című szkeccsfilm-sorozat epizódja
- Jaj, nekem! / Balszerencsémre! (1993)
- JLG/JLG – decemberi önarckép (1994)
- For ever Mozart (1996)
- A XXI. század eredete (rövid, 2000)
- A szerelem dicsérete (2001)
- A rendezők – Tíz perc: Cselló (szkeccsfilm, 2002) – Az idő sötétjében című epizód
- Szabadság és haza (rövid, 2002)
- A mi zenénk (2004)
- Valódi hamis útlevél (2006)
- Film/szocializmus (2010)
- Búcsú a (film)nyelvtől (2013)
- Képeskönyv (2018)

## Kötete magyarul
- Bevezetés egy (valódi) filmtörténetbe. I. utazás: a remény birtokában; vál., szerk Pentelényi László, ford. Magyari Andrea; Francia Új Hullám, Budapest, 2018 (Szerzőifilmes könyvtár)

## Ajánlott szakirodalom
- Jean-Luc Godard: Bevezetés egy (valódi) filmtörténetbe I. utazás: A remény birtokában ford. Magyari Andrea. (Szerzőifilmes Könyvtár 6. kötet, Francia Új Hullám Filmművészeti Szakkönyvtár és Könyvkiadó, Budapest, 2018)
- Jean-Luc Godard: Bevezetés egy (valódi) filmtörténetbe II-VII. utazás ford. Magyari Andrea. (Szerzőifilmes Könyvtár, Francia Új Hullám Kiadó, Budapest, tervezett megjelenések)
- Pentelényi László (szerk.): Bolond Pierrot különös kalandja I. kötet: Töredékek Bikácsy Gergely (szubjektív) filmtörténetéből Robert Bressontól Jean-Luc Godard-ig (Szerzőifilmes Könyvtár 4. kötet, Francia Új Hullám Filmművészeti Szakkönyvtár és Könyvkiadó, Budapest, 2017)
- Pentelényi László – Zentay Nóra Fanni (szerk.): JLG/JLG – Jean-Luc Godard dicsérete, avagy a filmművészet önfelszámolása (Szerzőifilmes Könyvtár 3. kötet, Francia Új Hullám Kiadó, Budapest, 2012)
- Paul Schrader: A transzcendentális stílus a filmben: Ozu / Bresson / Dreyer (Szerzőifilmes Könyvtár 2. kötet; Francia Új Hullám Kiadó, Budapest, 2011)
- Nemes Károly: Jean-Luc Godard; Magyar Filmtudományi Intézet és Filmarchívum–NPI, Budapest, 1979 (Filmbarátok kiskönyvtára)
- Bikácsy Gergely: Bolond Pierrot moziba megy – a francia film ötven éve (Héttorony Könyvkiadó – Budapest Film, Budapest, 1992. pp. 194–218., 368-380.)
- Kovács András Bálint: Metropolis, Párizs (Képzőművészeti Kiadó, Budapest, 1992)
- Boné Ferenc: Foucault és a Coca-Cola gyermekei. Szerepváltó dialógusok és ezek reprezentációja Jean-Luc Godard: 'Hímnem-nőnem' című filmjében (in: Pethő Ágnes (szerk.): Köztes képek – a filmelbeszélés színterei (Scientia Kiadó, Kolozsvár, 2003. pp. 233–248.)
- Pethő Ágnes: Múzsák tükre – az intermedialitás és az önreflexió poétikája a filmben (Pro-Print Könyvkiadó, Csíkszereda, 2003. pp. 225–252.)
- Pethő Ágnes: A "Fehér lap"-tól a "Fehér part"-ig. Szavak és képek közé íródó alakzatok Godard mozijában (in: Pethő Ágnes (szerk.): Köztes képek – a filmelbeszélés színterei (Scientia Kiadó, Kolozsvár, 2003. pp. 183–232.)
- Pethő Ágnes: "A kinematográfia Passiója. A mozi narratív médiumának dekonstrukciója Jean-Luc Godard: 'A film története(i)' című művében" (in: Kalligram folyóirat 2009/március pp. 76–83.)
- Pálos Máté: Tükröt tartani a kamerának – Önreflexió Jean-Luc Godard filmjeiben (in: Metropolis 2007/2 – Önreflexió a filmművészetben)
- Jean-Luc Godard-különszám (Metropolis 1999/tél)
- Filmkultúra, Metropolis és Filmvilág filmművészeti szakfolyóiratok kapcsolódó cikkei